# Salvador Dubois
Joaquín Salvador Dubois Leiva (La Libertad, 16 de agosto de 1935 - Managua, 11 de julio de 2015) fue un futbolista profesional nicaragüense nacionalizado hondureño, considerado como el máximo exponente del fútbol de Nicaragua y uno de los mejores porteros en la historia del fútbol en Nicaragua, jugando para su Selección Nacional, el Santa Cecilia C.F. de Nicaragua, el Club Deportivo Motagua de Honduras y el América F.C. de Nicaragua.
Obtuvo 6 campeonatos nacionales 5 campeonatos colegiales con el Colegio Primero de Febrero y Colegio Bautista, se inicia en primera división con el Dinamo FC, con sede en Managua. Ingresó al salón de la fama de la Federación Nicaragüense de Fútbol en el año 2002 como un icono del fútbol de su país.
Se posicionó como guardameta titular con la selección de Nicaragua llegando a ganar a los famosos Club Estudiantes de la Plata de Argentina (campeones del mundial de clubes, un año después)
Fue portero titular con el Club Deportivo Motagua, uno de los equipos más tradicionales de la Primera División de Honduras, participó como portero titular en distintas ocasiones contra equipos como: Club Atlético Huracán de Argentina, Club Deportivo Guadalajara de México, Santos FC de Brasil, Werder Bremen de Alemania, Club Deportivo Águila de San Salvador, Diriangen Futbol Club de Nicaragua entre otros.

## Biografía
Nació en La Libertad, el 16 de agosto de 1935, siendo el único hijo de la relación entre Luis Sebastián Dubois Obregón y Luz Leiva Fonseca.
Creció en su pueblo natal hasta los 11 años, cuando es enviado como alumno interno al Instituto de Oriente en Granada, donde permanece durante cuatro años. 
Es trasladado al internado del Colegio "Rubén Darío" en Managua donde termina su educación primaria.
Los dos primeros años de la educación secundaria los aprueba en el afamado Instituto Nacional "Miguel Ramírez Goyena", pero a partir del tercer año llega al Colegio "Bautista", donde comienza su amor por el fútbol, participando en el equipo colegial donde alcanza obtener 3 tres campeonatos colegiales y donde empezó a desarrollarse como portero.
Dubois emerge en la llamada época dorada del fútbol nicaragüense, en la década de los sesenta. Su posición en el campo era de portero, siendo considerado como uno de los mejores porteros que ha tenido Nicaragua.  
Jugó contra grandes rivales, más que todo a nivel de clubes, pero una de las victorias futbolísticas que se recuerdan en Nicaragua, fue la victoria de 2:1 que la Selección Nacional alcanzó ante el club argentino Estudiantes de La Plata el 9 de enero de 1966, cuando el club argentino realizaba una gira por América, que después los llevaría a ser Campeones de Argentina y campeones de la Copa Libertadores en 1968 y que repetirían en 1969 y 1970, además de convertirse en campeones de la Copa Intercontinental en 1968 venciendo al Manchester United y subcampeones en 1969 y 1970.

### FC Dinamo
Su debut en Primera División lo hizo con el club Dinamo de Managua. Dando el salto directamente a Primera División Nacional después de haber jugado solamente a nivel colegial. 

### Santa Cecilia C.F.
Su arribo al club Santa Cecilia de la ciudad de Diriamba en Nicaragua, uno de los clubes más prestigiosos de la época, se dio en 1961 donde comenzó a demostrar y forjar su leyenda en el fútbol nacional ganando 6 campeonatos consecutivos con el club hasta 1967 y consagrándose como el mejor portero de la época.

### Club Deportivo Motagua
Su llegada al club hondureño se realiza por el interés del club hondureño después del desempeño de Dubois con el Club Santa Cecilia en el torneo de clubes de Campeones Centroamericanos y su participación en el torneo NORCECA (Norte, Centroamericano y Caribe) de Selecciones Mayores de Fútbol en 1967 realizado en Honduras. Fue el 8 de marzo de 1967 que Dubois hizo un gran partido ante el local Honduras, en el estadio Nacional de Tegucigalpa, logrando el equipo pinolero sacar un empate histórico 1-1 ante los catrachos, siendo su portero la gran figura y el responsable de quitarle el Norceca a los locales. Aunque había varios clubes interesados en la ficha de Dubois, el C.D. Motagua era el más interesado en su fichaje compitiendo contra muchos otros. Un día mientras Dubois entrenaba en su casa de habitación en Managua utilizando un colchón para los ejercicios que realizaba de portero, llega a su puerta el entonces Embajador de Honduras en Nicaragua e irónicamente hincha del Club Deportivo Olimpia archirrival del Club Motagua pero cercano amigo del presidente del club motaguense para convencer a Dubois que fiche por el Motagua por petición de Heriberto Gómez, Don Pedro Atala Simón y Mario Rivera López.
Fue a mediados de ese año de 1967 que pasa del Club Santa Cecilia de Nicaragua a reforzar las filas del ciclón azul junto a los brasileños Geraldo Batista y Roberto Abrussezze y comienzan a levantar a un Motagua que lograría su época más gloriosa. Ese equipazo dirigido por el recordado “Rodolfo “Popo” Godoy alzó la copa de la Liga por primera vez en su historia en 1968 implantando la racha más larga de triunfos del club en la historia de la Liga.
Dubois también fue bastión en el título de 1970, resguardando la portería en la recordada final del gol de Pedro Colón en el último minuto al Olimpia ganando por un marcador de 2-1. En esa campaña logró doble objetivo, campeón y guardameta menos goleado del torneo, siendo el primer motagüense en conseguirlo.
Cariñosamente le apodaron "El Brujo" por ciertas cábalas y rituales que hacía antes de cada partido que era donde colocaba su toalla de mano en el centro de la red, una bolsita de cal y donde también media con pasos la portería.

## América FC
Su fichaje con el América FC de su país natal se da por su llegada a Nicaragua abruptamente en 1971 después de dejar las instalaciones del Club Motagua molesto con un directivo que le había recriminado su actuación después de un partido de liga.
Cuando la noticia se da a conocer equipos de Honduras como el Olimpia y Marathon le ofrecieron ficharle pero Dubois decidió quedarse en su país y es ahí donde ficha con el América FC hasta retirarse en 1974.

## Selección de Nicaragua
Llamado a vestir la casaca de la selección nacional, Dubois fue titular indiscutible durante 10 años participando en torneos centroamericanos y del Caribe y la Copa CONCACAF.
Dubois alineó de titular en la victoria futbolística más grande que se recuerda en Nicaragua, fue la victoria de 2:1 que la Selección Nacional alcanzó ante el club argentino Estudiantes de La Plata el 9 de enero de 1966, cuando el club argentino realizaba una gira por América, que después los llevaría a ser Campeones de Argentina y campeones de la Copa Libertadores en 1968 y que repetirían en 1969 y 1970, además de convertirse en campeones de la Copa Intercontinental en 1968 venciendo al Manchester United y subcampeones en 1969 y 1970 y que alineaba jugadores del más alto nivel como Juan Ramón Veron "La Bruja" padre de otro famoso jugador "La Brujita" Veron, Felipe Ribaudo, Carlos Bilardo, Luis Lavezzi, entre otros.
Después de haberles ganado ese 9 de enero a Estudiantes, los argentinos pidieron la revancha al día siguiente pero el técnico de la selección de Nicaragua de apellido Berrini nacido en Argentina declino orgullosamente.

## Director Técnico y Entrenador
Nunca imagino dirigir o entrenar a un equipo pero se le brindó esa oportunidad con el equipo que se retiró, el América FC, después se le fue ofrecido ocupar el puesto de Director Técnico del Santa Cecilia CF y continuo ese camino con equipos de Primera División como los Búfalos de Managua, UCA, Juventus, Masachapa, Jalapa, Real Madriz y equipos de 2.ª y 3.ª división ganando campeonatos y subcampeonatos en cada división.
Logró ascender al actual campeón de Nicaragua el Club Deportivo Walter Ferretti a la máxima categoría empezando desde 3.ª División donde gana el campeonato y asciende a 2.ª división donde también logra el campeonato y ubica, en ese entonces llamado MINT (Ministerio del Interior), a la máxima categoría donde más adelante se le cambia el nombre al actual "Club Deportivo Walter Ferretti" y se mantiene desde entonces.
Dubois se hizo cargo como Director Técnico de la selección de fútbol de Nicaragua en 1992, con motivo de las eliminatorias al Mundial de 1994. Eran las primeras clasificatorias mundialistas disputadas por Nicaragua en la historia.

## Salón de la Fama del Deporte Nicaragüense
El 3 de marzo de 2002 fue inducido al Salón de la Fama del Deporte Nicaragüense en una ceremonia muy emotiva y rodeado también de otros grandes del deporte nicaragüense.
Para muchos es el máximo exponente del fútbol nicaragüense, porque a lo largo de su vida siempre ha estado vinculado al fútbol de su país natal; ya que después de sus grandes logros como jugador, también dirigió equipos en diferentes categorías logrando importantes logros como Director Técnico, algo muy difícil de igualar y más lejos, superar.
También ocupó el cargo de Supervisor de las Escuelas de Talento de la Federación Nicaragüense de Fútbol (FENIFUT) durante un tiempo y recientemente era el actual presidente de la Asociación Nicaragüense de Entrenadores de Fútbol